# Villanueva (Zacatecas)
Villanueva é uma cidade e um município do estado de Zacatecas, no México. Está localizada no centro-sul do estado e faz parte da região conhecida como Zona Centro-Sul.Villanueva (Municipality), City Population, (em inglês) Segundo o Instituto Nacional de Estatística e Geografia (INEGI), em 2020, o município possuía 31.266 habitantes distribuídos em uma área de 2.125 km².«Villanueva, Zacatecas - Información estadística». INEGI. Consultado em 24 de junho de 2025
A economia local é baseada na agricultura, pecuária e pequenas indústrias. Villanueva também se destaca por suas tradições culturais, festivais religiosos e por sua arquitetura colonial preservada.

## História
A fundação de Villanueva remonta ao século XVI, durante o processo de colonização espanhola. Ao longo dos séculos, a cidade teve papel importante na ocupação do território e no desenvolvimento agrícola da região.

## Cultura e Turismo
Villanueva é conhecida por suas festividades, como a Feria de San Judas Tadeo e outras celebrações religiosas. A cidade conserva edifícios históricos, como igrejas, praças e casarões coloniais, além de oferecer gastronomia típica da região de Zacatecas.